# San Silvestre Vallecana

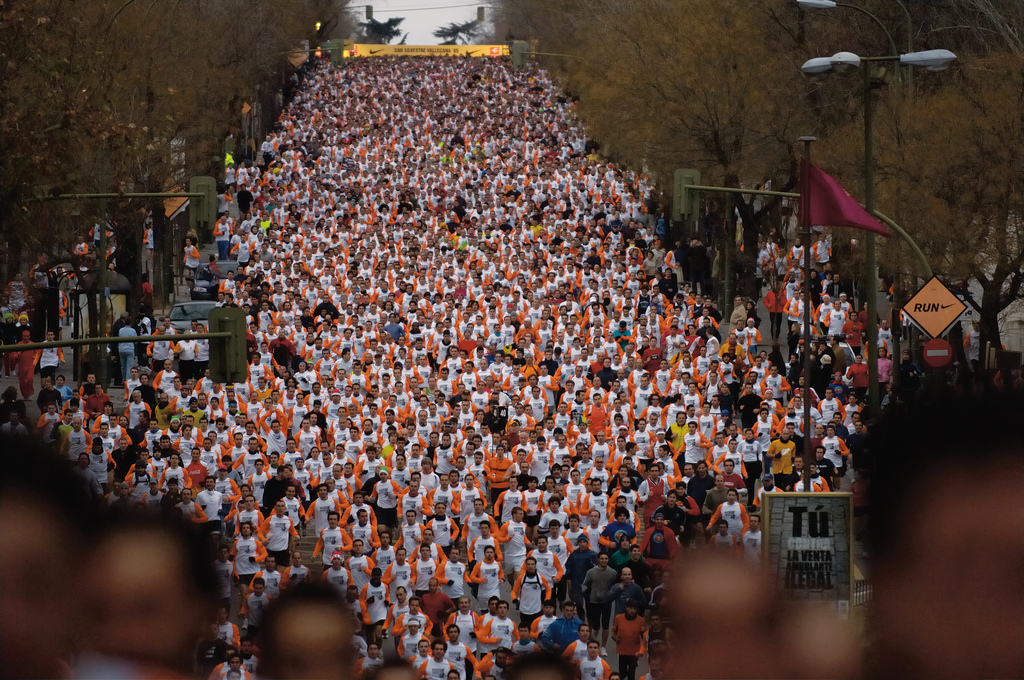
Carrera de San Silvestre.

La San Silvestre Vallecana es una carrera de 10 km de distancia que se celebra en Madrid cada 31 de diciembre, día de San Silvestre. En la actualidad hay dos ediciones, la San Silvestre Popular (con participación abierta para cualquier persona mayor de 16 años), y la San Silvestre Internacional (para atletas con una marca inferior a 39' en hombres y 45' en mujeres).
Es la carrera de San Silvestre más multitudinaria de España. En 2011 alcanzó los 39.000 participantes, superando incluso el número de corredores de la prueba de São Paulo.

## Historia
La primera carrera se disputó en 1964 siendo sólo para corredores profesionales. Fue ideada por Antonio Sabugueiro y un grupo de amigos (con el nombre de Gran Premio de Vallecas), ideada en el bar Bella Luz, a imagen y semejanza de la que se corría en la brasileña ciudad de São Paulo, el día de Nochevieja, antes de las famosas uvas. La carrera popular nació pocos años después a sugerencia del periodista Pepe Domingo Castaño de la Cadena Ser. En la primera edición, tomaron la salida 57 corredores. Fue a raíz de la segunda edición cuando el periodista deportivo del diario Marca José Luis Gilabert denominó a la prueba en la portada del periódico "San Silvestre Vallecana" cuando se empezó a utilizar este nombre. En las primeras ediciones la competición era exclusivamente masculina, aunque era normal la participación de personajes públicos de sexo femenino como madrinas de la prueba, entre otras Bárbara Rey, Rocío Dúrcal o Rocío Jurado. En 1981 se añade la categoría femenina.

## Recorrido
- Antes del 2006: la prueba discurría por el centro de Madrid, saliendo de la calle Serrano, pasando por la Plaza de la Independencia, Alfonso XII, Paseo del Prado, Plaza de Cibeles, Glorieta del Emperador Carlos V (Atocha), Avenida Ciudad de Barcelona, Avenida de la Albufera, Avenida de Monteigueldo, San Diego y terminaba en el estadio de Vallecas (estadio del Rayo Vallecano) la prueba internacional, y en la calle Payaso Fofó la popular.

- En el año 2006 ambas ediciones variaron el recorrido. (Ver mapa y trazado del recorrido). La popular comienza primero, entre las 17:30 y las 18:00 en Concha Espina (Plaza Sagrados Corazones) (Ver mapa zona salida) y discurre por Serrano, Plaza de la Independencia, Alcalá, Cibeles, Paseo del Prado, Plaza Emperador Carlos V, Ciudad de Barcelona, Avenida de la Albufera, Sierra de Cadí, Carlos Martín Álvarez y Martínez de la Riva para finalizar en Candilejas (esquina c/ Tiempos Modernos) (Ver mapa zona llegada). El recorrido de la Prueba Internacional (20:00 horas) es similar al de la prueba popular hasta la Avenida de la Albufera, momento en el que se desvía por Monte Igueldo (ver mapa), Martínez de la Riva, Carlos Martín Álvarez y Arroyo del Olivar para finalizar, como siempre, en el Estadio de Vallecas (ver mapa).

## Palmarés
| Año  | Ganador Masculino        | Ganadora Femenina        |
| ---- | ------------------------ | ------------------------ |
| 1964 | Jesús Hurtado            | -                        |
| 1965 | Jesús Hurtado            | -                        |
| 1966 | Mariano Haro             | -                        |
| 1967 | Mohamed Gammoudi         | -                        |
| 1968 | Javier Álvarez           | -                        |
| 1969 | -                        | -                        |
| 1970 | Mike Tagg                | -                        |
| 1971 | Mike Tagg                | -                        |
| 1972 | Roger Clark              | -                        |
| 1973 | Mariano Haro             | -                        |
| 1974 | Ian Stewart              | -                        |
| 1975 | Fernando Cerrada         | -                        |
| 1976 | Jim Dingwall             | -                        |
| 1977 | Alastair Hutton          | -                        |
| 1978 | Nat Muir                 | -                        |
| 1979 | Carlos Lopes             | -                        |
| 1980 | Carlos Lopes             | -                        |
| 1981 | Alex Halgeesten          | Grete Waitz              |
| 1982 | Steve Harris             | Iciar Martínez           |
| 1983 | José Luis González       | Iciar Martínez           |
| 1984 | Dave Lewis               | Carmen Mingorance        |
| 1985 | Dave Lewis               | Mercedes Calleja         |
| 1986 | António Leitão           | Carmen Valero            |
| 1987 | José Luis González       | Tania Mercheries         |
| 1988 | Gery Curtis              | Carmen Mingorance        |
| 1989 | Arturo Barrios           | Carmen Fuentes           |
| 1990 | Ondoro Osoro             | Aurora Pérez             |
| 1991 | Ondoro Osoro             | Rosa Mota                |
| 1992 | Paul Bitok               | María Luisa Muñoz        |
| 1993 | Ondoro Osoro             | Sonia Escudero           |
| 1994 | Martín Fiz               | Montse Martínez          |
| 1995 | Enrique Molina           | Laura Giménez            |
| 1996 | Isaac Viciosa            | Aurora Pérez             |
| 1997 | Alberto García Fernández | Patricia Arribas         |
| 1998 | Fabián Roncero           | Patricia Arribas         |
| 1999 | Jon Brown                | Tereza Johannes          |
| 2000 | Isaac Viciosa            | Patricia Arribas         |
| 2001 | Isaac Viciosa            | María Abel               |
| 2002 | Isaac Viciosa            | Marta Domínguez          |
| 2003 | Chema Martínez           | Marta Domínguez          |
| 2004 | Craig Mottram            | Benita Johnson           |
| 2005 | Eliud Kipchoge           | Paula Radcliffe          |
| 2006 | Eliud Kipchoge           | Jeļena Prokopčuka        |
| 2007 | Josphat Kiprono Menjo    | Vivian Cheruiyot         |
| 2008 | Tadese Tola              | Marta Domínguez          |
| 2009 | Moses Ndiema Masai       | Vivian Cheruiyot         |
| 2010 | Zersenay Tadese          | Jéssica Augusto          |
| 2011 | Gebriwet Hagos           | Tirunesh Dibaba          |
| 2012 | Tariku Bekele            | Gelete Burka             |
| 2013 | Leonard Patrick Komon    | Linet Masai              |
| 2014 | Mike Kigen               | Gemma Steel              |
| 2015 | Mike Kigen               | Linet Masai              |
| 2016 | Nguse Amlosom            | Brigid Kosgei            |
| 2017 | Erik Kiptanui            | Gelete Burka             |
| 2018 | Jacob Kiplimo            | Brigid Kosgei            |
| 2019 | Bashir Abdi              | Helen Tola Bekele        |
| 2020 | Daniel Simiu Ebenyo      | Yalemzerf Yehualaw Densa |
| 2021 | Mohamed Katir            | Degitu Azimeraw          |
| 2022 | Joshua Cheptegei         | Prisca Chesang           |
| 2023 | Berihu Aregawi           | Ababel Yashaneh          |
| 2024 | Berihu Aregawi           | Marta García             |